# International Typeface Corporation

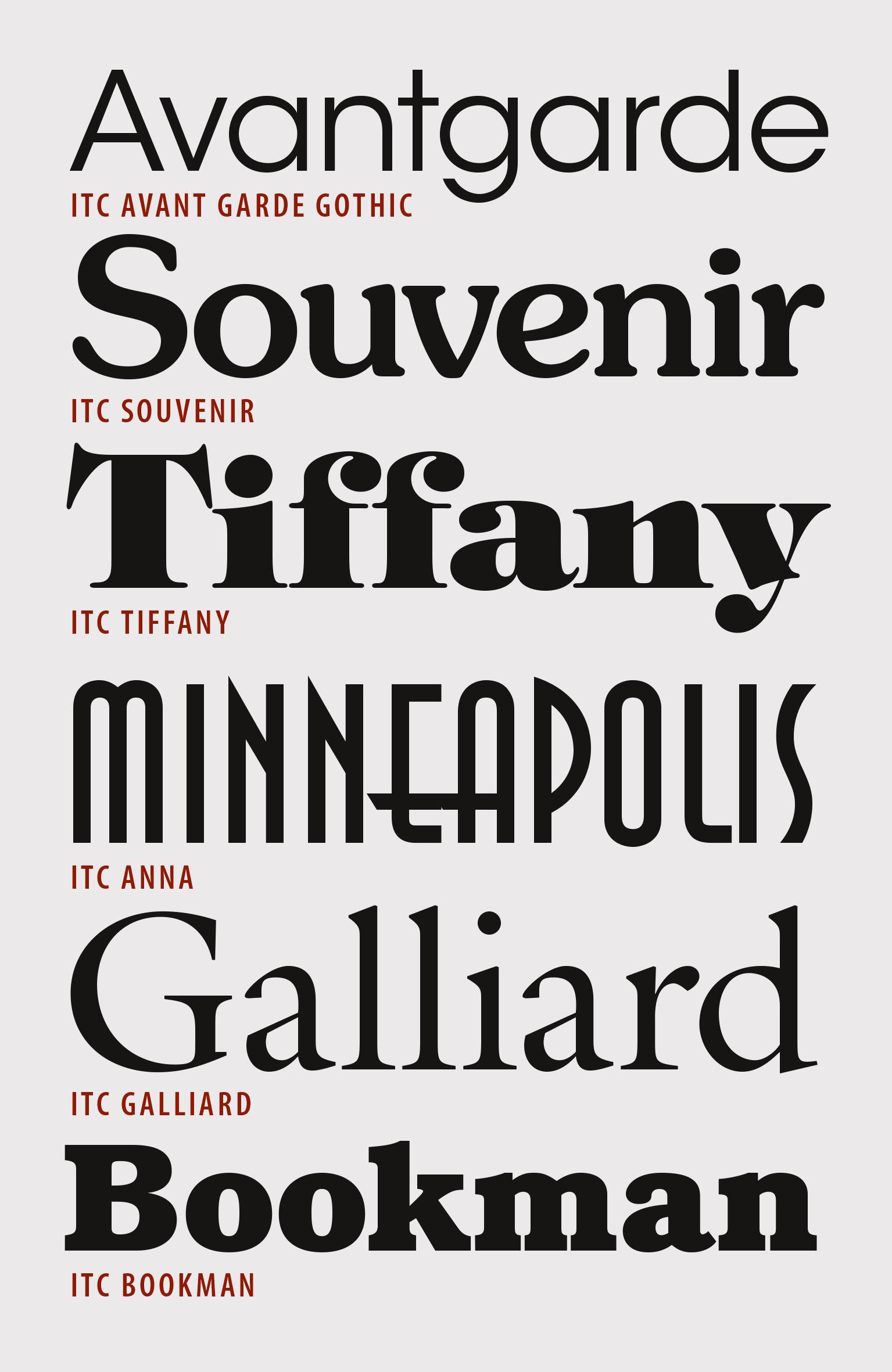
Beispiele: einige Schriften von ITC

Die International Typeface Corporation (ITC) war ein Schriftenanbieter, der 1970 in New York City von Aaron Burns, Herb Lubalin und Edward Rondthaler gegründet wurde. Das Unternehmen war eine der ersten Schriftgießereien der Welt, die sich nicht mit der Herstellung physischer Lettern beschäftigte, sondern vielmehr Lizenzen für die eigenen Entwürfe verkaufte.
ITC-Schriften prägten in den 1970er-Jahren maßgeblich den designerischen Zeitgeist mit. Mit der Ablösung des Fotosatzes durch das Desktop Publishing (DTP) hatte sich das ITC-Geschäftsmodell überlebt. Die Firma wurde zunächst von Esselte Letraset übernommen, später von AGFA. Seit 2010 ist die ITC-Schriftbibliothek im Besitz der Monotype Imaging.

## Geschichte

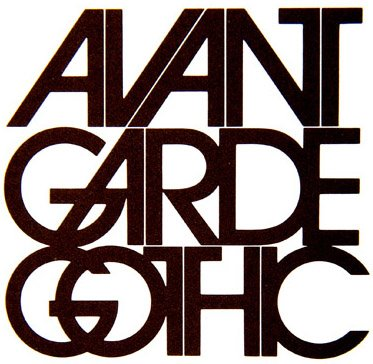
ITC Avant Garde mit Ligaturen

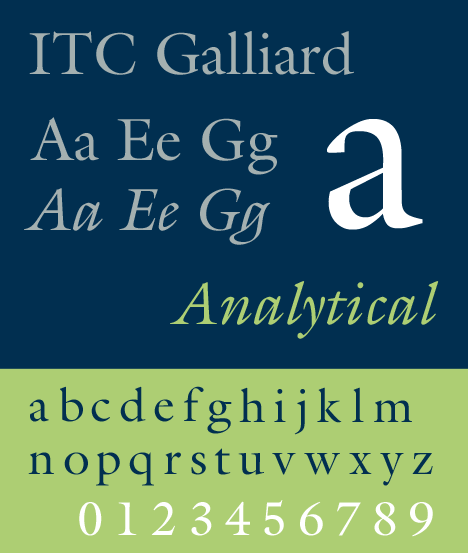
Schriftmuster der ITC Galliard

Die International Typeface Corporation (ITC) entstand als Kooperation zweier US-Unternehmen, welche die Ära des aufkommenden Fotosatzes in erheblichem Maß mitprägten. Das erste der beiden war Photo-Lettering – eine Firma, die bereits seit 1936 existierte und sich auf die fotomechanische Produktion von Schlagzeilen und Werbetexten kapriziert hatte. Mitbegründer von Photo-Lettering war der Typograf Edward Rondthaler. Zusammen mit den Grafikdesignern Herb Lubalin und Aaron Burns begründete Rondthaler 1970 ein weiteres Unternehmen – die International Typeface Corporation. Ziel der Gesellschaft war es, Schriften zu entwerfen und unabhängig vom Satzsystem weltweit verfügbar zu machen. Bis zu diesem Zeitpunkt waren Schriften und deren Lizenzierung meistens an das jeweilige Satzsystem eines Schriftenherstellers gebunden, wie zum Beispiel Monotype oder Linotype. Das Aufkommen der neuen Fotosatz-Technik ermöglichte andere, herstellerunabhängigere Lizenzierungsmodelle. Das Geschäftsmodell der ITC bestand darin, in Kooperation mit Schriftdesignern Entwürfe zu fertigen und diese Entwürfe dann an andere Hersteller zu lizenzieren.
Die Kooperation zwischen ITC und Photo-Lettering gestaltete sich vor allem in den 1970er Jahren als die zweier eng miteinander verbundener Schwesterunternehmen. Sowohl Photo-Lettering als auch ITC konnten auf den Schriftentwurfs- und Typedesigner-Pool der jeweils anderen Firma zurückgreifen. So veröffentlichten eine Reihe Photo-Lettering-Designer Schriften bei dem neuen Label ITC – darunter Bob Alonso, Vincent Pacella, Vic Caruso und Ed Benguiat. Mit der Veröffentlichung einiger aufsehenerregender Schriften – Beispiele: Avant Garde Gothic (1970) und ITC Souvenir (1971) – rückte die ITC in den Fokus der Fachwelt. Renommée-steigernd wirkte sich auch die Publikation des vierteljährlich erscheinenden Schriftdesign-Fachmagazins U&Lc (für: Upper and Lower Case; deutsch: Groß- und Kleinbuchstaben) aus. Als Herausgeber der Hauszeitschrift fungierte ITC-Mitbegründer Herb Lubalin. Nach Lubalins Tod 1999 wurde das 1973 begründete Typo-Magazin in unterschiedlichen Formaten weitergeführt und später in Form eines digitalen Archivs zugänglich gemacht.
Der Erfolg der ITC-Schriften fiel in eine Zeit, in der viele der traditionellen Bleigießerei-Unternehmen und Setzmaschinen-Hersteller um ihre Existenz kämpften. Monotype beispielsweise stellte die Herausgabe des Monotype Recorder ein – einer Publikation, die ähnlich wie U&Lc Informationen über Schriften publizierte. Ihre renommierträchtigste Periode hatte die ITC Mitte bis Ende der 1970er Jahre. In diese Zeit fiel nicht nur ein beachtlicher Ausstoß an kommerziell erfolgreichen Schriften. Der spezifische „Look“ der ITC-Schriften – vergleichsweise präsente x-Höhen, Favorisierung gut ausgebauter Schriftfamilien – war im Typedesign der 1970er und 1980er derart präsent, dass die Schriftausstattung der ersten Macintosh-Computer – neben den vier Linotype-Fonts Helvetica, New Century Schoolbook, Palatino und Times – ebenso viele ITC-Schriften mit beinhaltete: ITC Avant Garde Gothic, ITC Bookman, ITC Zapf Chancery und ITC Zapf Dingbats.
Ab den 1980er Jahren machte die ITC zunehmend durch Übernahme-Schlagzeilen von sich reden. 1986 wurde die Firma von Esselte Letraset aufgekauft – einem multinationalen Mischkonzern, der sich zuvor einen der Namensgeber, die auf Abreibebuchstaben spezialisierte britische Firma Letraset, ins Firmen-Portfolio einverleibt hatte. 2000 wurde der ITC-Schriftenbestand von AGFA übernommen. Seit 2004 ist die ITC-Schriftbibliothek integraler Bestandteil des Monotype-Schriftenbestands. Als eigenständiges Unternehmen trat ITC ab diesem Zeitpunkt nicht mehr in Erscheinung.

## Profil

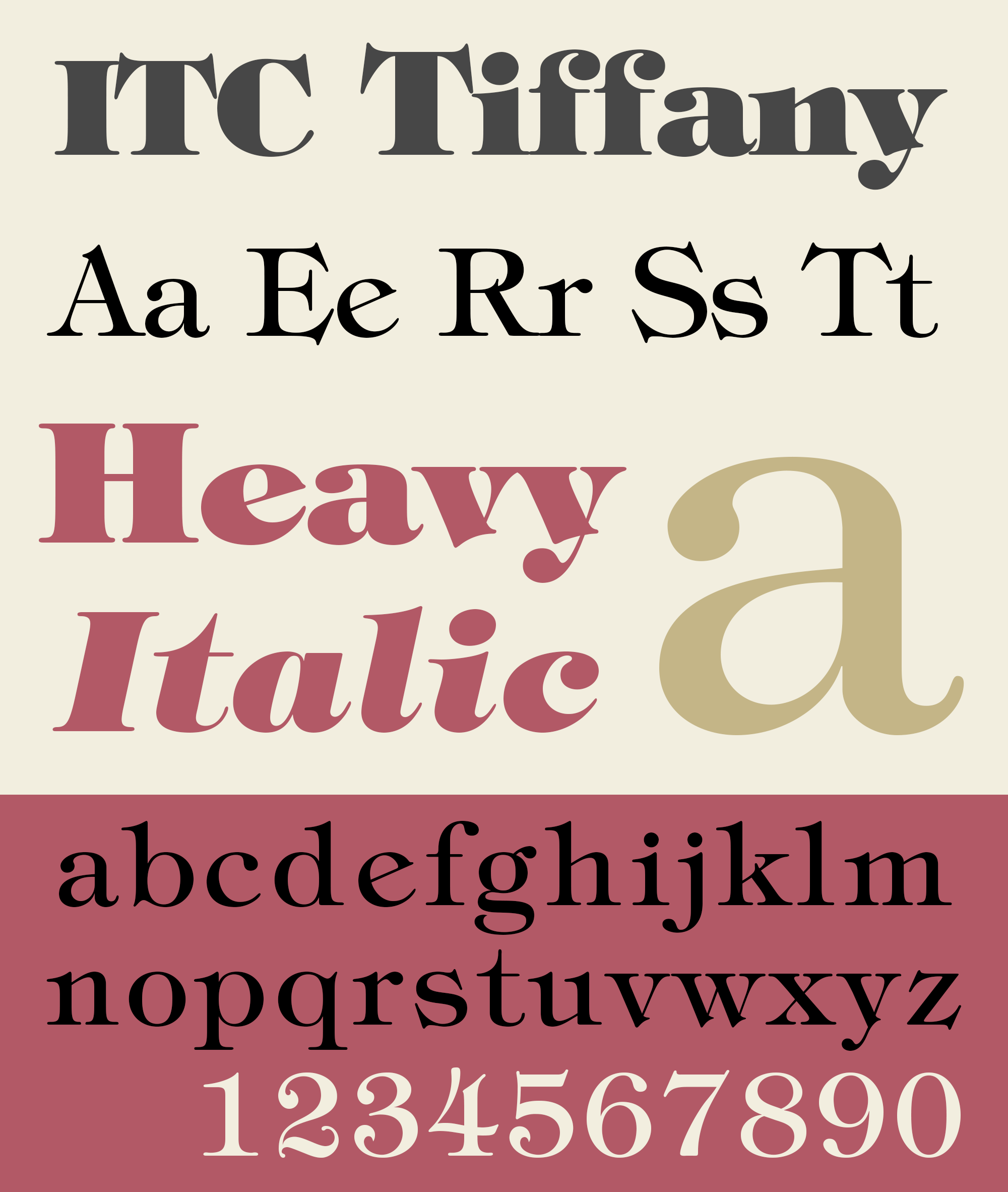
Schriftmuster der ITC Tiffany

Vorrangiger Gründungszweck von ITC waren der Entwurf, die Lizenzierung und die Vermarktung von Schriften für den Film- und Computersatz. Ästhetisch widmete sich das Unternehmen sowohl der Vermarktung neuer Originalschriften als auch der Belebung älterer, bereits existierender Schriften. Bei letzteren wurde das Umdesign so bewerkstelligt, dass nach Möglichkeit mehrere Schnitte zur Verfügung standen. In technischer Hinsicht profitierte die Firma von den Möglichkeiten der neu aufkommenden Fotosatz-Technik. Anders als herkömmliche Schriften für den Blei- oder Setzmaschinen-Satz wurden ITC-Schriften nicht mehr physisch in Form von Stahlstempeln produziert, die ihrerseits als Matrizen für Bleilettern fungierten, sondern auf fotomechanische Weise. Viele der zuvor vorhandenen kreativen Einschränkungen fielen auf diese Weise weg – speziell die beim Gestalten von Unterschneidungen sowie beim Bestimmen der Vor- und Nachbreiten der einzelnen Zeichen.
Die Kernidee des Unternehmens – das Sich-Kaprizieren auf Schriftentwürfe, welche im Anschluss vermarktet wurden – war einerseits zwar neu. So konnten Fotosatz-Schriften auf jede beliebige Größe skaliert und in jeder beliebigen Position auf einer Seite durch Papier- oder Filmumbruch platziert werden – Möglichkeiten, die Kreativen immense Freiheiten eröffneten. Andererseits ließen sich die gestalterischen Möglichkeiten, die ITC-Schriften versprachen, nie eins zu eins umsetzen. So mussten ITC-Vorlagen stets auf die technischen Erfordernisse und Limits der jeweiligen Endlizenznehmer abgestimmt werden. Die Autorin Emily King zog in ihrer Arbeit New Faces deswegen das lapidare Fazit: „Die ITC nahm die geräteunabhängige Schrift vorweg, war von dieser allerdings noch weit entfernt.“
Erik Spiekermann, dessen Schriftfamilie Officina von dem New Yorker Label vermarktet wurde, verglich ITC-Schriften in einem Abriss zur Druckschriften-Historie mit entsprechenden Bemühungen im ausgehenden 19. Jahrhundert. ITC habe nicht nur viele Schriften herausgebracht, welche den Geist der in der New Yorker Madison Avenue ansässigen Werbebranche widerspiegelten. Neu sei auch das Geschäftsmodell gewesen. Zuvor hätten alle Schrifthersteller ihre eigenen Systeme gehabt, die mit denjenigen der Konkurrenz nicht kompatibel gewesen seien. Das habe einerseits zur Folge gehabt, dass Schriftentwerfer sich an ein erfolgreiches Schriftgießerei-Unternehmen banden. Andererseits hätten die firmeneigenen Varianten einen Wildwuchs an Nachahmungen – teils unter anderem Namen – zur Folge gehabt. Mit der ITC sei schließlich ein Unternehmen auf den Plan getreten, das via Lizenzverträgen allen Herstellern einheitliche Mastervorlagen zur Verfügung stellte – mit der Folge, dass ITC-Schriften zeitweilig eine beträchtliche Präsenz auf dem Markt erzielen konnten.
Mit dem Erscheinen der ersten Macintosh-Computer, der Etablierung der Adobe-Seitenbeschreibungssprache PostScript sowie dem heraufziehenden Desktop Publishing (DTP) geriet das Geschäftsmodell von ITC ins Hintertreffen: Die Formate für Computerschriften lieferten gestalterisch dieselben Vorteile. Hinzu kam, dass anstelle physischer Lettern oder firmenabhängiger Fotosatz-Systeme nur noch die entsprechenden Font-Dateien vonnöten waren.

## Designer und Schriften

Gesetzt in der ITC American Typewriter: das Kampagnenlogo „I (Love) NY“

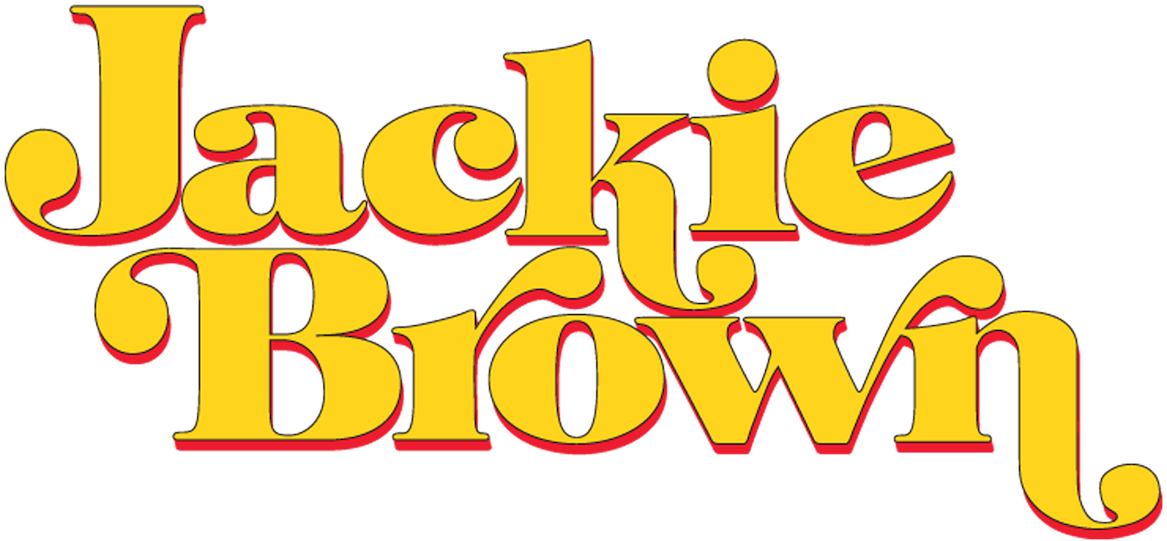
Bekannte Verwendung der ITC Tiffany: der Schriftzug zu dem Quentin-Tarantino-Film Jackie Brown

In den 1970er und 1980er Jahren konnte die ITC auf eine bemerkenswerte Palette teils namhafter Typedesigner zurückgreifen. Neben den aus dem Photolettering-Umfeld dazugestoßenen Schriftentwerfern Bob Alonso, Vincent Pacella, Vic Caruso und Ed Benguiat fertigten unter anderem Hermann Zapf, Matthew Carter, Gerard Unger, Tony Stan, Tom Carnase, Tony DiSpigna, Les Usherwood, Sumner Stone, Robert Slimbach, Cynthia Hollandsworth, Arthur Baker, Nick Curtis, Kris Holmes und andere Schriften für das Unternehmen. ITC-Mitbegründer Herb Lubalin entwarf zusammen mit Tom Carnase die ITC Avant Garde Gothic. Mit der 1974 veröffentlichten Lubalin Graph war er an einer Slab Serif beteiligt, die in den 1970ern als moderne Alternative zu der – unter anderem als Spiegel-Schriftzug in Gebrauch befindlichen – Memphis gehandelt wurde.
Gestalterische Schwerpunkte und Vorlieben der involvierten ITC-Schriftentwerfer waren breit gestreut. Der den Ruf eines Star-Typografen innehabende Ed Benguiat etwa versierte sich vor allem auf mit vielen Details und Gimmicks ausgestattete Caslon-, Scotch-Roman- und Oldstyle-Schriften. Bekannt sind vor allem seine Schriften ITC Souvenir, die – unter anderem beim Titellogo des Quentin-Tarantino-Films Jackie Brown Verwendung findende – ITC Tiffany sowie die Caslon-Variante ITC Caslon 224. In den Anfangsjahren brachte das Unternehmen eine Reihe Klassiker des Schriftsatzes auf den Markt. Merkmale dieser Relaunches: die ITC-typischen hohen x-Höhen sowie die opulente Bestückung mit unterschiedlichen Schnitten und Strichstärken. Größeren Verbreitungsgrad erzielten zwei Wiederbelebungen von Klassikern der Elementaren Typografie aus den 1920ern: die von Ed Benguiat und Victor Caruso gestaltete ITC Bauhaus (1975) und die von Victor Caruso gestaltete ITC Kabel.
Ein weiterer Schwerpunkt waren Neuauflagen traditioneller Serif-Satzschriften. Hierzu gehörten die ITC-Versionen der US-Klassiker Cheltenham, Clearface und Bookman, aber auch Eigenproduktionen wie die von Tony Stan erstellte ITC Garamond. Das Neuschriften-Portfolio in diesem Bereich wurde zum Teil von hochkarätigen, historisch versierten Schriftentwurfs-Profis bestritten, wie zum Beispiel Matthew Carter. Für die ursprünglich für Linotype entworfene und 1981 an ITC verkaufte Galliard studierte Carter die Entwürfe des Garamond-Schülers Robert Granjon und transferierte diese in ein zeitgemäßes Schriftdesign. Ein weiterer Zweig waren die ITC-Werbe-, Schreib- und Decoschriften wie etwa ITC Anna, Edwardian, Plaza, Balmoral, Banco, ITC Manhattan, Crillee und andere. Ein Großteil dieser Schriften geriet aufgrund der Übernahme durch Esselte Letraset und den dadurch ermöglichten Zugang zu dem Pool des Abreibeschrift-Vermarkters Letraset in den Bestand der ITC-Schriften.
Insgesamt spiegelten Ästhetik sowie Spektrum der ITC-Schriften das auch in gestalterischer Hinsicht freizügige und experimentierfreudige Image der 1970er Jahre wider. Der Schriftgestalter Hermann Zapf, der einige Schriften für ITC fertigte, bezeichnete die 1970er Jahre als die Blütezeit des „sexy spacing“. Als bekanntes Logo spiegelte der von der Stadt New York City in Auftrag gegebene Slogan „I love New York“ die spielerische Form von Schriften-Handhabung während dieser Dekade. Gestaltet worden war es von Milton Glaser, gesetzt in der ITC American Typewriter – einer Schrift, die zwar das Outfit von Schreibmaschinenschriften spiegelte, allerdings nicht mit deren einheitlicher Zeichenbreite aufwartet. Der Fachautor Gene Gable brachte die Verbreitung von ITC-Schriften in den 1970ern mit der Bemerkung auf den Punkt: „Man kann ohne weiteres sagen, dass die ITC-Designs den 70er und 80er Jahren ein Gesicht gegeben haben. Man konnte in den 70er Jahren keine Zeitschrift aufschlagen oder an einer Plakatwand vorbeigehen, ohne sie zu sehen“.
Einerseits wird das angesammelte Schriften-Portfolio von ITC als beeindruckend und beachtlich gewertet. Andererseits waren einzelne Schriften immer wieder Kritik ausgesetzt. Der Schriftdesigner Paul Shaw etwa stellte in seinem Fachaufsatz The Univers of Helvetica: A Tale of Two Typefaces etwa die These auf, die von ITC etablierten hohen x-Höhen seien mitverantwortlich dafür gewesen, dass die – ebenfalls mit einer vergleichsweise hohen x-Höhe ausgestattete – Helvetica die (ähnliche) Univers verbreitungstechnisch weit in den Schatten gestellt habe. Einzelne ITC-Schriften standen ebenfalls immer wieder in der Kritik. Der Autor Michael Bierut etwa befand die ITC Garamond als in fast jeglicher Hinsicht missglückt. Auch gestalterische Abweichungen beim Redesign älterer Schriftvorlagen fanden nicht nur Befürworter. Die Seite Identifont etwa führte bei einem Vergleich zwischen originaler Bookman und ITC Bookman eine Reihe Unterschiede auf – Unterschiede, die sich teilweise auch auf das Design der einzelnen Zeichen erstreckten.
Immer wieder Gegenstand kritischer Betrachtungen ist die Renommierschrift der ITC-Library – die ITC Avant Garde Gothic. Der Schriftdesigner Mark Simonson etwa monierte an der 2005 erschienenen Pro-Variante der Avant Garde, dass diese nur noch elektronisch schräg gestellte Kursiv-Schnitte beinhalte – und nicht optisch optimierte, wie das in den Vorversionen noch der Fall war. Der Schweizer Mediengestalter Ralf Turtschi listete die Avant Garde in einem Beitrag in der Fachzeitschrift Publisher unter der Rubrik „abgegriffen und langweilig“ – wobei er als Hauptmanko die zum Teil extensive Verwendung dieser Schrift aufführte. Umgekehrt listete ein 2007 von der Berliner FontShop AG organisiertes Ranking mit dem Titel 100 Beste Schriften die Avant Garde Gothic auf Platz 23.
Der Gesamtbestand der – zwischenzeitlich von Monotype übernommenen – ITC Library beläuft sich auf rund 600 Schriftfamilien und Einzelschriften. Die Schriften-Archivseite Fonts in Use führte für diese – Stand: Mai 2024 – einen Beispielpool von insgesamt 2840 ausgewählten Einsatzbeispielen auf. Die meisten Design-Beispiele für Original-ITC-Schriften oder ITC-Relaunches listete die Seite für: Avant Garde Gothic (293), Souvenir (131), Serif Gothic (107), American Typewriter (80), Franklin Gothic (80), ITC Garamond (51) und ITC Benguiat (48).

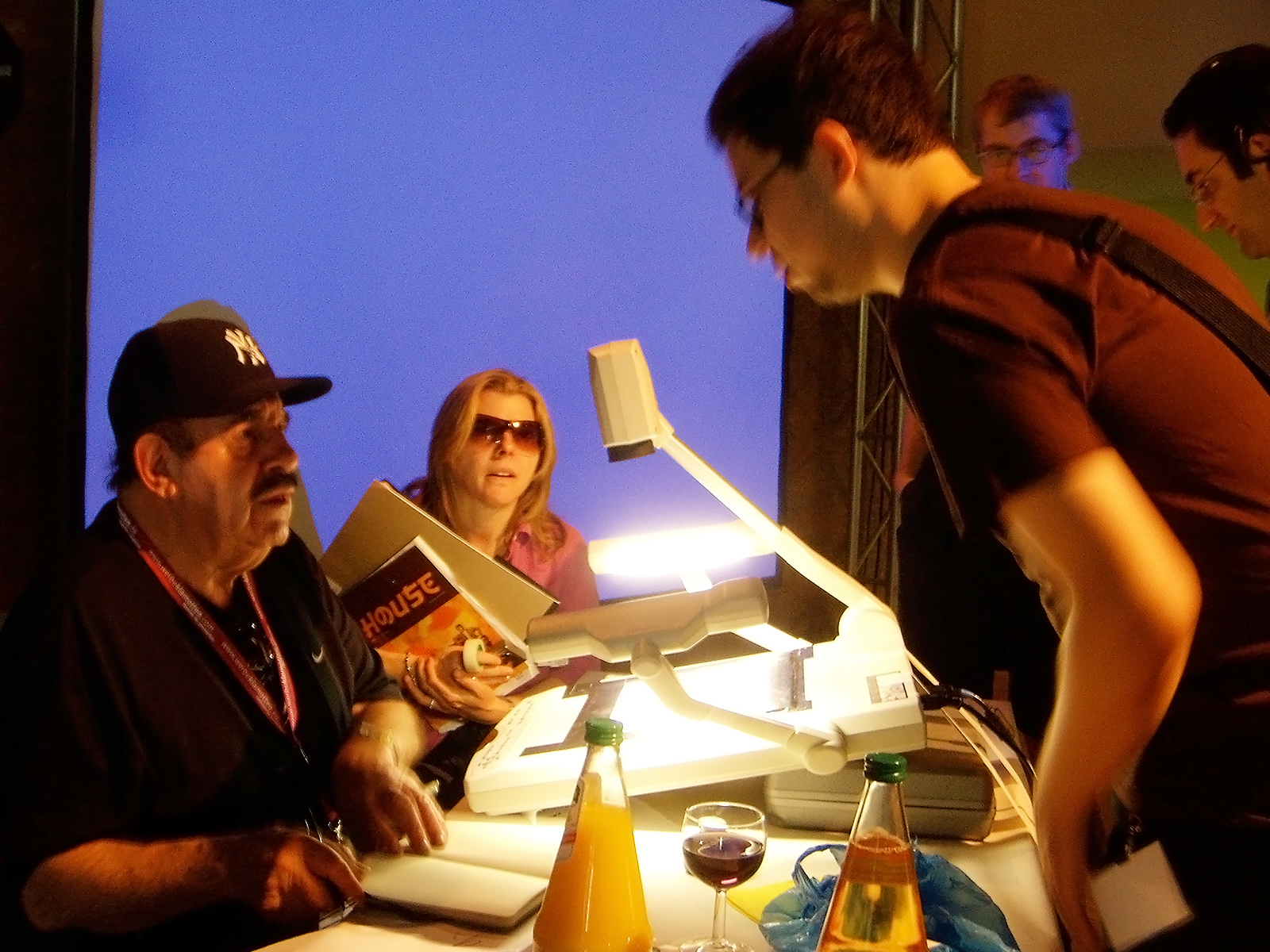
Ed Benguiat (links)
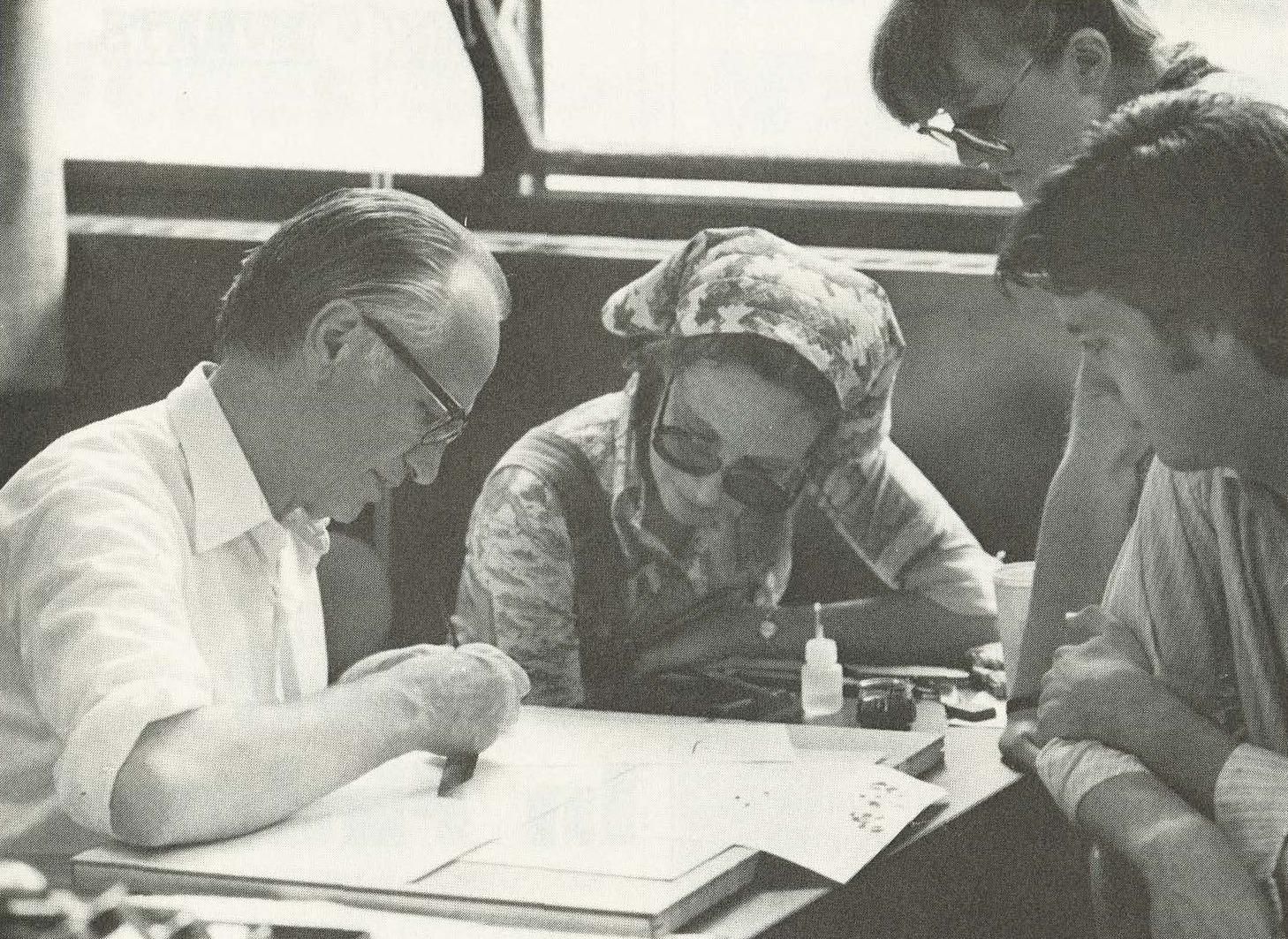
Hermann Zapf (links)
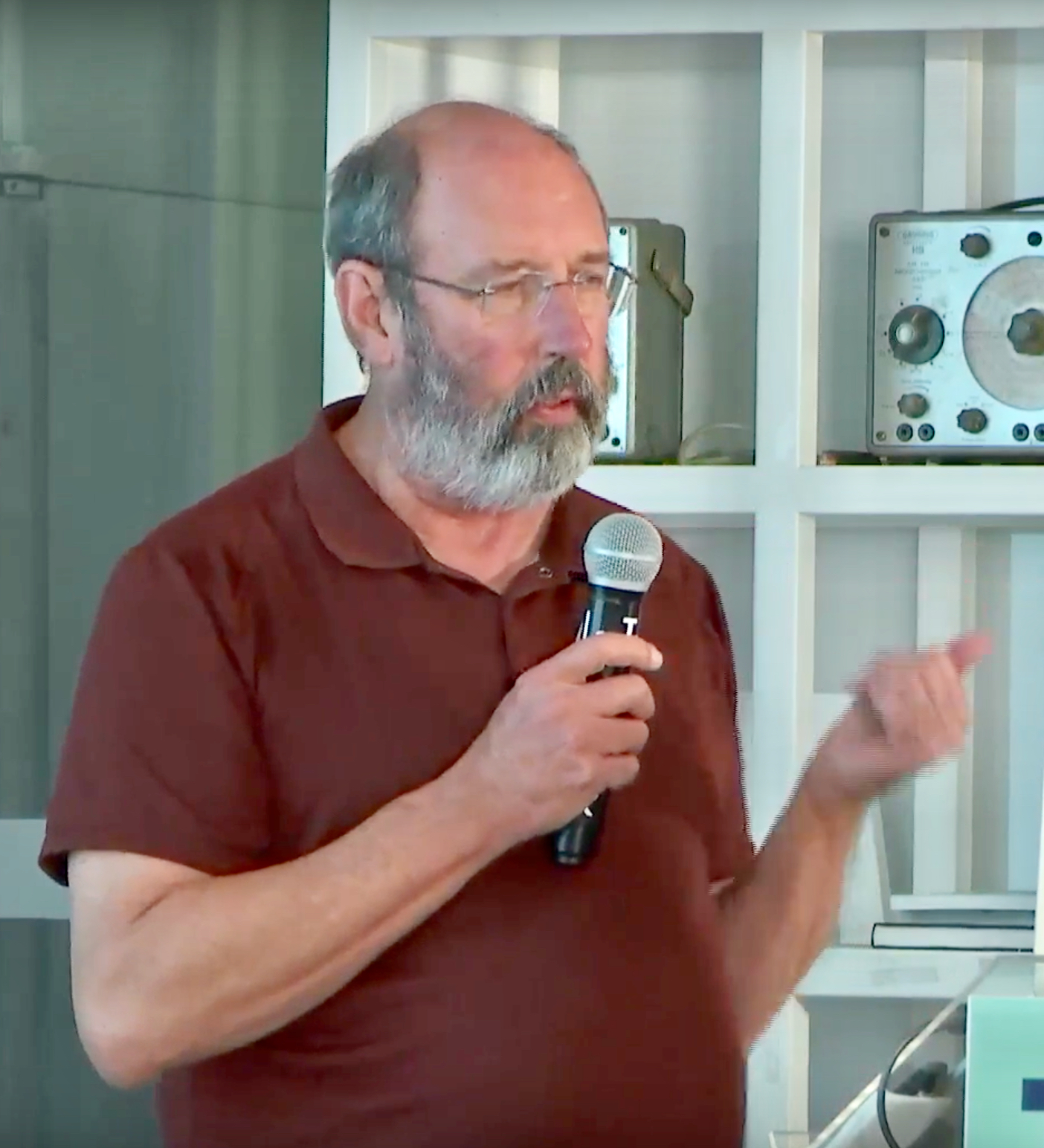
Sumner Stone
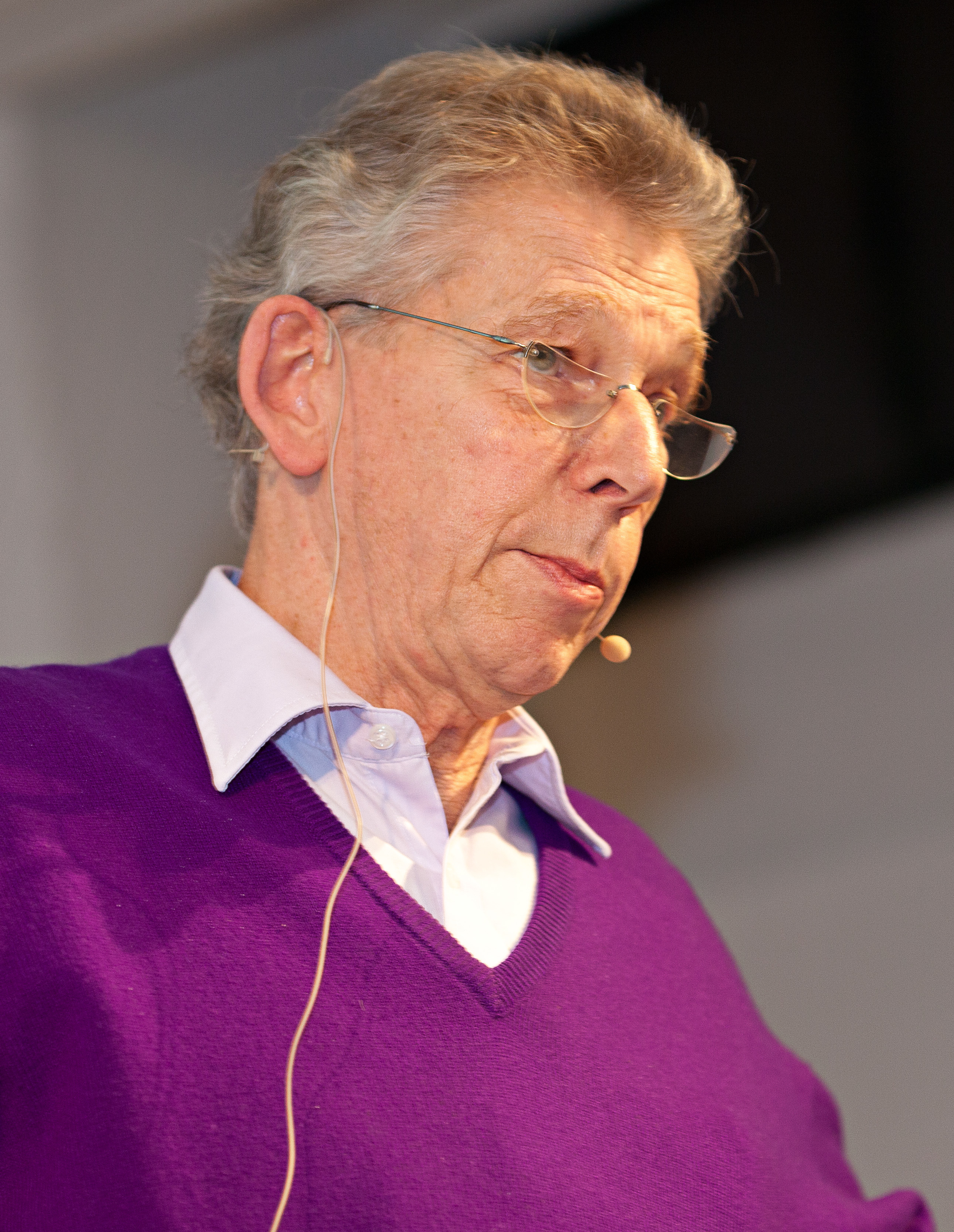
Gerard Unger
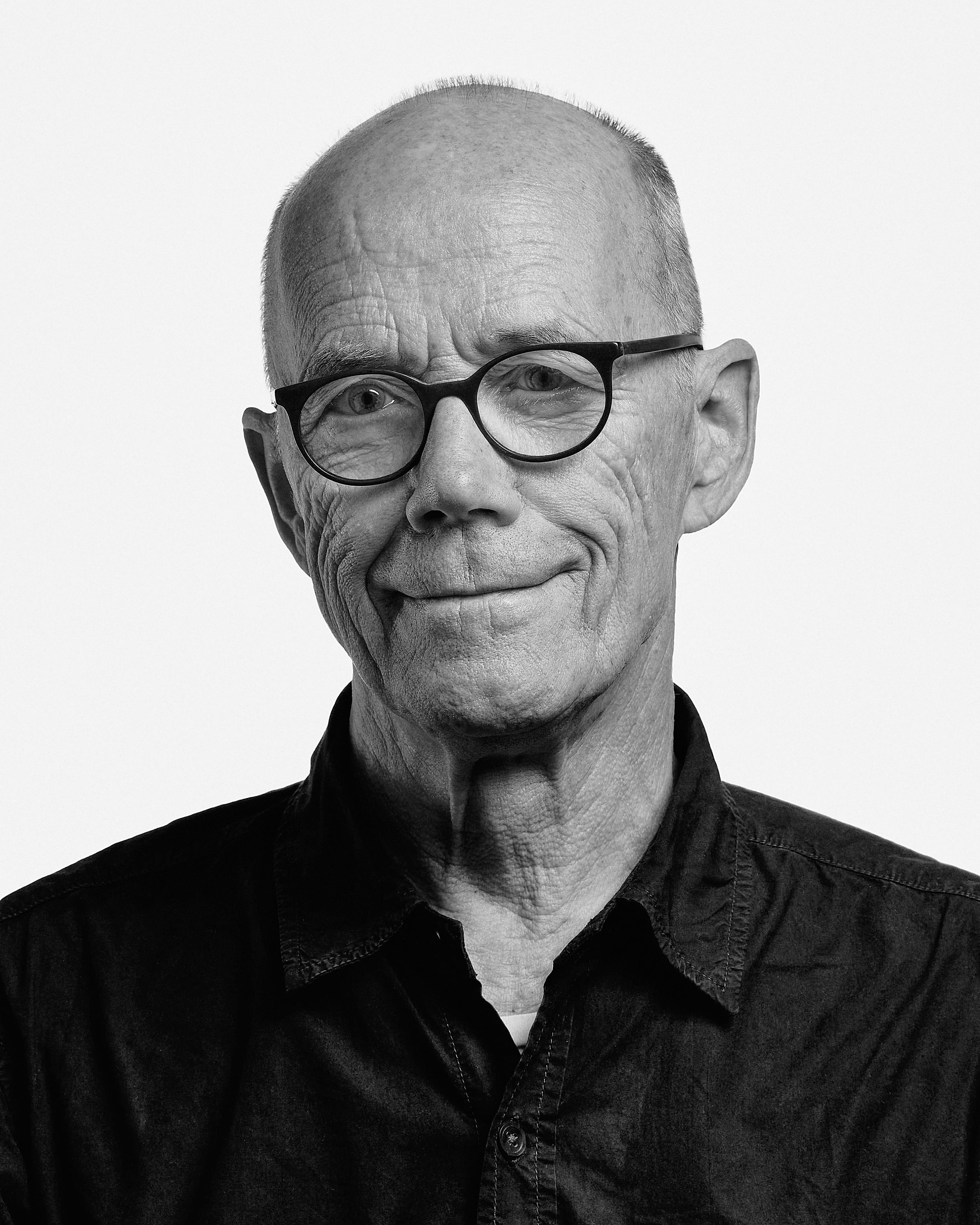
Erik Spiekermann
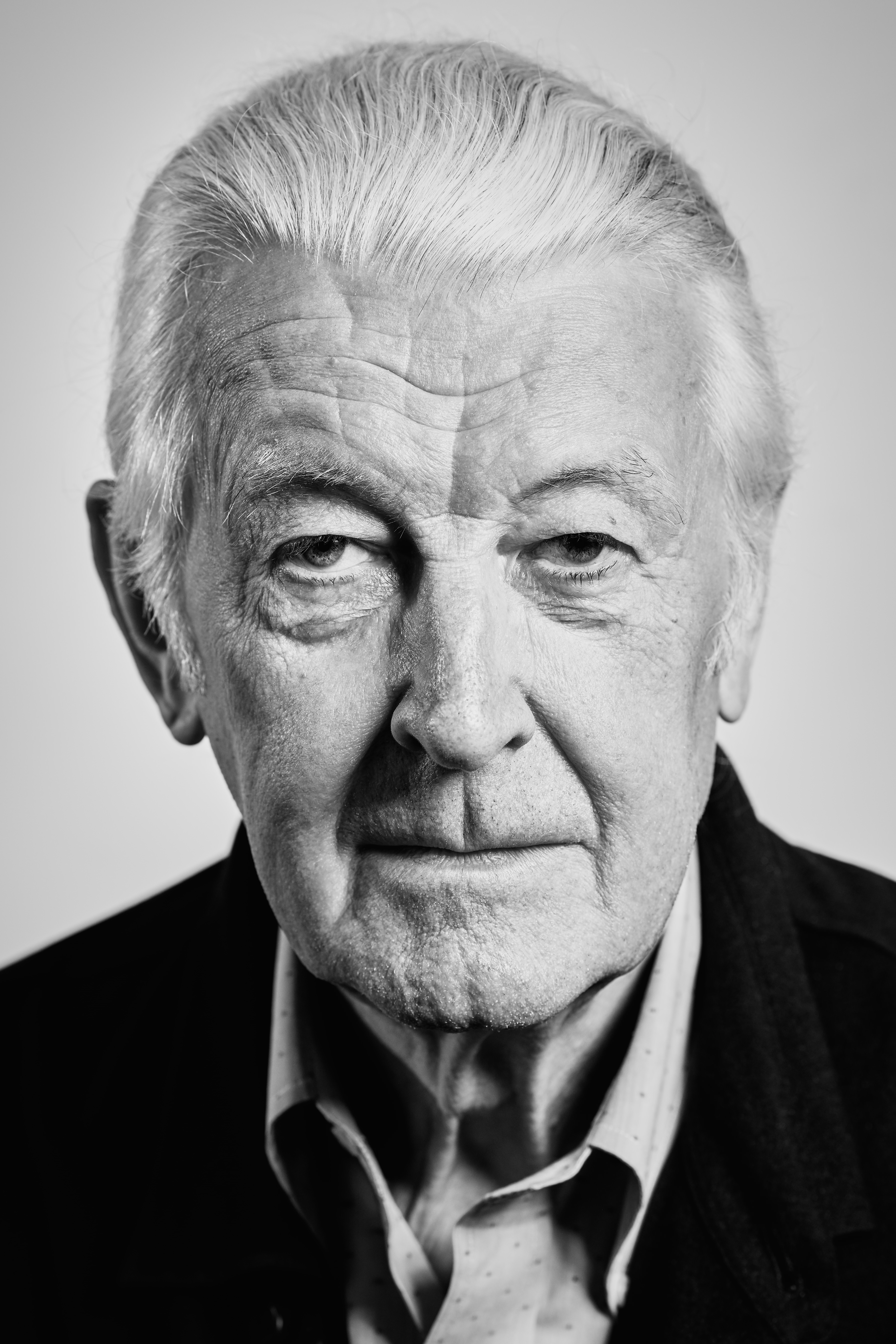
Matthew Carter
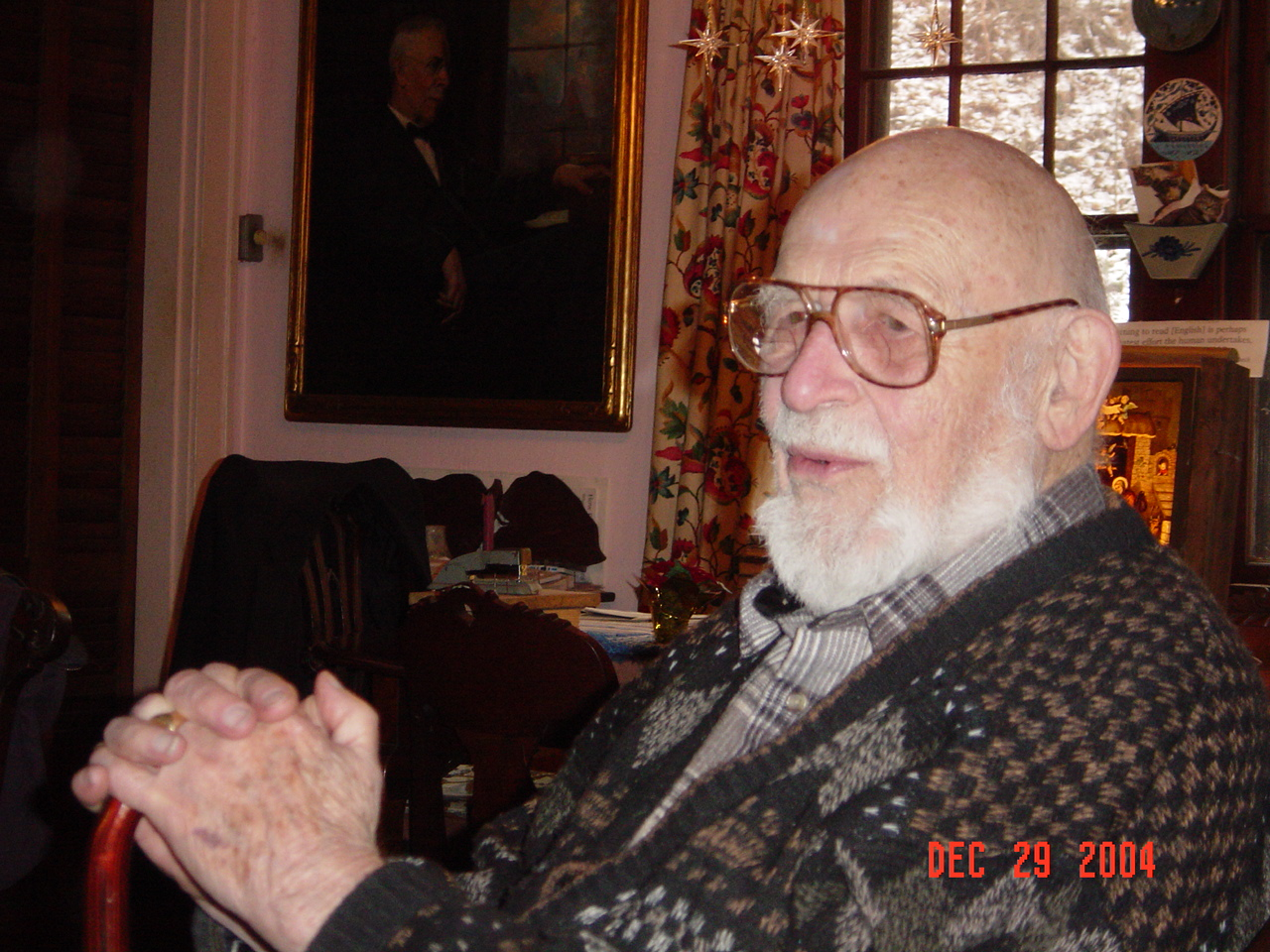
Edward Rondthaler